# Tranatocetidae
A Tranatocetidae az emlősök (Mammalia) osztályának párosujjú patások (Artiodactyla) rendjébe, ezen belül a cetek (Cetacea) alrendágába tartozó fosszilis család.

## Rendszerezés
A családba az alábbi 3 nem tartozik:
- Mesocetus van Beneden, 1880 - miocén; Európa[1]
- Mixocetus Kellogg, 1934[2] - késő miocén; Kalifornia, USA[3]
- Tranatocetus Gol'din & Steeman, 2015 - típusnem; késő miocén; Dánia[4]

## Fordítás
- Ez a szócikk részben vagy egészben  a   List of extinct cetaceans#Suborder_Mysticeti című angol Wikipédia-szócikk ezen változatának fordításán alapul.  Az eredeti cikk szerkesztőit annak laptörténete sorolja fel. Ez a jelzés csupán a megfogalmazás eredetét és a szerzői jogokat jelzi, nem szolgál a cikkben szereplő információk forrásmegjelöléseként.